# Stary kościół św. Dominiki w Dingli
Stary kościół św. Dominiki (malt. Knisja Medjevali ta’ Santa Duminka) – ruiny XV-wiecznego rzymskokatolickiego kościoła parafialnego w Dingli na Malcie, którego patronką była Święta Dominika.

## Historia
Uważa się, że kościół pochodzi z XV wieku. W tym czasie stanowił część wsi Ħal Tartarni, zwanej także, z racji wezwania kościoła Villaggio di S. Domenica. Jakiś czas przed 1436 kościół został podniesiony do godności parafialnego.
Ħal Tartarni przestała być parafią po raz pierwszy w 1427, poprzedni status został jej przywrócony przez prałata De Mello w 1436. Wchłonięcie jej przez parafię św. Pawła w Rabacie w 1539 po raz drugi, tym razem definitywnie pozbawiło wieś statusu parafii. Później połączyła się z wsią Dingli, która powstała jako samodzielna parafia w XVII wieku.
Kościół przez pewien czas był pod wezwaniem Wniebowzięcia Najświętszej Maryi Panny. Ostatecznie, po zbudowaniu nowego kościoła parafialnego, w latach 1667–1672 stary kościół popadł w ruinę.

## Architektura
Pierwszy szczegółowy opis kościoła pochodzi z protokołu wizytacji pasterskiej biskupa Cagliaresa z 12 października 1615. Dach nawy wsparty był na pięciu łukach, a ponieważ nawa nie była zbyt obszerna, posiadała dwa małe skrzydła, tworząc zarys w kształcie krzyża łacińskiego. Ponieważ w obecnym stanie bryła kościoła mierzona od wschodniego krańca została obcięta na czwartym łuku przez wzniesienie w tym miejscu muru, wszelkie znaki transeptu zostały zatarte. Dwa z tych łuków przetrwały do dziś – trzeci od wschodniego krańca zachował się w nienaruszonym stanie, a drugi częściowo, jako kikut, filar od podłoża skalnego do poziomu wygięcia łuku. Ponieważ kościół musiał składać się z sześciu przęseł, czterech pomiędzy pięcioma łukami i dwóch pozostałych na końcach, można wywnioskować, że wewnętrzna długość pierwotnego kościoła musiała wynosić ok. 12 m, a szerokość ok. 6,5 m.
Szczytowa ściana wschodnia stoi do dziś, ukazując technikę budowlaną z początku XV wieku, z ciosami na końcach ścian i wypełnieniem gruzowym pomiędzy nimi. Część stiuku zachowała się na zewnątrz tej ściany, gdzie stary gliniany rzygacz nadal wisi na chwiejnej konstrukcji. Na tym końcu zachowały się pozostałości małej obudowy przypominającej skrzynkę o wymiarach zewnętrznych 390 x 360 cm; ciągłość ściany wschodniej oglądana z zewnątrz pokazuje, że ta wnęka była kiedyś częścią kompleksu. Cechą, na którą należy zwrócić uwagę, jest brak zwornika w łuku, a jego dwa ramiona spotykają się na szczycie; jest to wspólne dla wszystkich znanych kościołów z tamtych czasów. Nie ma też apsydy na wschodnim krańcu. Z drugiej strony, biorąc pod uwagę, że ołtarz znajdował się od strony zachodniej, mogła znajdować się tam apsyda, dziś niewidoczna. W tym przypadku można wykluczyć możliwość, że ołtarz pierwotnie znajdował się na wschodnim krańcu, a później został przeniesiony na przeciwny koniec.
W większości ówczesnych kościołów ściany wewnętrzne wykonane są z gruzu, ale na zewnętrzne wykorzystuje się odpowiednio obrobione kamienie. Inaczej jest tutaj, gdzie nawet zewnętrzna ściana jest zbudowana z bardzo szorstkiego gruzu.
 
Kościół posiadał także cmentarz od frontu (malt. zuntier), otoczony niskim kamiennym murem. To pozwoliłoby zlokalizować pochówki częściowo pod dzisiejszym Sqaq il-M.U.S.E.U.M.

### Wnętrze
Z wcześniej wymienionego protokołu dowiadujemy się, że w odróżnieniu od innych kościołów budowanych na tradycyjnej osi wschód-zachód, jego ołtarz główny w 1615 nie znajdował się na wschodnim krańcu, ale na zachodnim (gdzie większość innych kościołów ma swoje główne wejście). W kościele znajdowały się dwa ołtarze, z czego nakazano wówczas usunięcie ołtarza bocznego, uznając go za „zbędny”. W ołtarzu głównym brakowało krucyfiksu, który wizytator nakazał zastąpić krucyfiksem z ołtarza bocznego.
Sprawozdanie Cagliaresa mówi również o dwu wejściach do kościoła, z drewnianymi drzwiami i żelaznymi kratami, oboma skierowanymi na południe. Oznacza to, że dostęp do kościoła prowadził z dzisiejszego Sqaq il-M.U.S.E.U.M. Lampa świątynna zwisała z sufitu przed ołtarzem, na dachu znajdował się dzwonek, prawdopodobnie w bell-cot, a ściany były pobielone. Wnętrze kościoła było dobrze doświetlone, światło wpadało przez dwoje drzwi i dwa okna chronione drewnianymi okiennicami. Z protokołu wizytacji wynika, że istniały tu również dkieken (kamienne ławki) takie, jak na przykład w Ħal Millieri. Istniały dwa pojemniki na wodę święconą, zapewne przy drzwiach wejściowych, oraz chrzcielnica, w której jednak brakowało wszelkich rzeczy niezbędnych do udzielania sakramentu.  Nie ma wzmianki o tabernakulum i przechowalni olejów świętych, mimo że znajdowała się tam chrzcielnica. Jest to zgodne z faktem, że kościół nie był już wówczas kościołem parafialnym, ale zachował prawa Ecclesia Baptismalis (kościoła chrzcielnego), w którym był udzielany pierwszy sakrament.

## Czasy współczesne
W listopadzie 2012 zaproponowano wpisanie na listę zabytków pozostałości kościoła, ale przez osiem lat nie podjęto żadnych działań. W październiku 2020 zaproponowano budowę nowej drogi bezpośrednio przy terenie, na którym znajdują się ruiny. Wzbudziło to obawy mieszkańców i organizacji pozarządowych, że krucha konstrukcja kościoła może się zawalić. Ostatecznie 14 października 2020 kościół został uznany przez Planning Authority za zabytek pierwszego stopnia.